# 15e armée (Allemagne)
Pour les articles homonymes, voir 15e armée.
La 15e armée (en allemand : 15. Armee) était une armée (regroupement d'unités) de la Heer (armée de terre de la Wehrmacht) lors de la Seconde Guerre mondiale.

## Historique
La 15e armée a été mise en place le 15 janvier 1941 en France, et confiée au général Curt Haase. Dans un premier temps, compte tenu des accords d'armistice avec la France, elle est affectée à la protection des côtes de la Manche contre une éventuelle invasion alliée.
Il s'agit de la plus importante armée allemande du front Ouest, comptant jusqu'à 230 000 hommes au maximum de son effectif. Le quartier général s'installe à Tourcoing, où les autorités allemandes font construire une série de bunkers.
Elle combat avec succès au cours de l'opération Market Garden, mais elle essuie une défaite contre la 1re armée canadienne à la bataille de l'Escaut, puis contre la 2e armée britannique, lors de l'Opération Blackcock.
La 15e armée allemande a également été engagée dans la bataille des Ardennes.
Pendant la manœuvre préparatoire allemande à l'offensive des Ardennes, la 25. Armee prend le nom de couverture de 15. Armee pendant la période du 16 novembre au 16 décembre 1944. Parallèlement, la 15. Armee réelle, est transféré vers les Pays-Bas et occupe le secteur d’Aix-la-Chapelle en remplacement de la 5. Panzerarmee, avec le nom de couverture de Armeegruppe Manteuffel. La 5. Panzerarmee, transférée à l'est de la Roer, adopte le nom de couverture de Feldjägerkommando zbV.

La 15e armée se rend finalement du côté de la Ruhr le 16 avril 1945 (le général von Zangen, après avoir perdu le contrôle de ses unités subordonnées, se rend avec son personnel le 13 avril 1945 à la 7e division blindé américaine).

## Organisation

### Commandants successifs
| Date                               | Grade                  | Commandant               |
| ---------------------------------- | ---------------------- | ------------------------ |
| 15 janvier 1941 - 30 novembre 1941 | Generaloberst          | Curt Haase               |
| 1er décembre 1941 - 7 août 1943    | Generaloberst          | Heinrich von Vietinghoff |
| 8 août 1943 - 24 août 1944         | Generaloberst          | Hans von Salmuth         |
| 25 août 1944 - 18 avril 1945       | General der Infanterie | Gustav-Adolf von Zangen  |

### Chefs d'état-major
| Date                               | Grade           | Commandant            |
| ---------------------------------- | --------------- | --------------------- |
| 15 janvier 1941 - 21 novembre 1941 | Oberst          | Maximilian Grimmeiß   |
| 9 décembre 1941 - 1er avril 1942   | Generalmajor    | Heinz Ziegler         |
| 1er avril 1942 - 30 avril 1942     | Generalmajor    | Rolf Wuthmann         |
| 1er mai 1942 -6 novembre 1944      | Generalleutnant | Rudolf Hofmann (en)   |
| 6 novembre 1944 - 10 mars 1945     | Oberst          | Wolf von Kahlden (de) |
| 15 mars 1945 - 13 avril 1945       | Oberst          | Walter Reinhard       |

## Ordre de batailles
22 juin 1941
- À la disposition de la 15. Armee
  - 711. Infanterie-Division
- Höheres Kommando z.b.V. LX
  - 323. Infanterie-Division
  - 83. Infanterie-Division
  - 216. Infanterie-Division
  - 319. Infanterie-Division
- Höheres Kommando z.b.V. XXXII
  - 336. Infanterie-Division
  - 302. Infanterie-Division
  - 225. Infanterie-Division
  - 332. Infanterie-Division
  - 716. Infanterie-Division
- Höheres Kommando z.b.V. XXXVII
  - 320. Infanterie-Division
  - 304. Infanterie-Division
  - 321. Infanterie-Division
  - 340. Infanterie-Division
  - 208. Infanterie-Division
  - 306. Infanterie-Division
  - 227. Infanterie-Division

15 novembre 1942
- À la disposition de la 15. Armee
  - 26. Panzer-Division
  - 38. Infanterie-Division
- LXXXIX. Armeekorps
  - 712. Infanterie-Division
  - 65. Infanterie-Division
- LXXXII. Armeekorps
  - 321. Infanterie-Division
  - 306. Infanterie-Division
  - 106. Infanterie-Division
  - 304. Infanterie-Division
- LXXXI. Armeekorps
  - 302. Infanterie-Division
  - 332. Infanterie-Division
  - 711. Infanterie-Division
  - 348. Infanterie-Division

15 mai 1944
- À la disposition de la 15. Armee
  - 19. Feld-Division (L)
  - 182. Reserve-Division
  - 326. Infanterie-Division
  - 346. Infanterie-Division
  - 84. Infanterie-Division
  - 85. Infanterie-Division
  - 331. Infanterie-Division
- LXXXIX. Armeekorps
  - 165. Reserve-Division
  - 712. Infanterie-Division
  - 48. Infanterie-Division
- LXXXII. Armeekorps
  - 18. Feld-Division (L)
  - 47. Infanterie-Division
  - 49. Infanterie-Division
- LXVII. Armeekorps
  - 344. Infanterie-Division
  - 348. Infanterie-Division
- LXXXI. Armeekorps
  - 245. Infanterie-Division
  - 17. Feld-Division (L)
  - 711. Infanterie-Division

15 juin 1944
- À la disposition de la 15. Armee
  - LXIV. Reserve-Korps
  - 1. SS-Panzer-Division “Leibstandarte SS Adolf Hitler”
  - 182. Reserve-Division
  - 326. Infanterie-Division
  - 331. Infanterie-Division
  - 85. Infanterie-Division
  - 84. Infanterie-Division
- LXXXIX. Armeekorps
  - 165. Reserve-Division
  - 712. Infanterie-Division
  - 48. Infanterie-Division
- LXXXII. Armeekorps
  - 18. Feld-Division (L)
  - 47. Infanterie-Division
  - 49. Infanterie-Division
- LXVII. Armeekorps
  - 344. Infanterie-Division
  - 348. Infanterie-Division
- LXXXI. Armeekorps
  - 245. Infanterie-Division
  - 17. Feld-Division (L)
  - 711. Infanterie-Division
  - 346. Infanterie-Division
  - 21. Panzer-Division

15 juillet 1944
- À la disposition de la 15. Armee
  - Divisionsstab z.b.V. 136
  - 363. Infanterie-Division
  - 331. Infanterie-Division
  - 85. Infanterie-Division
  - 5. Fallschirmjäger-Division
  - 116. Panzer-Division
  - 326. Infanterie-Division
  - 84. Infanterie-Division
- LXXXIX. Armeekorps
  - 165. Reserve-Division
  - 712. Infanterie-Division
  - 48. Infanterie-Division
- LXXXII. Armeekorps
  - 18. Feld-Division (L)
  - 47. Infanterie-Division
  - 49. Infanterie-Division
- LXVII. Armeekorps
  - 344. Infanterie-Division
  - 348. Infanterie-Division
- LXXXI. Armeekorps
  - 245. Infanterie-Division
  - 17. Feld-Division (L)
  - 89. Infanterie-Division

31 août 1944
- LXXXIX. Armeekorps
  - 70. Infanterie-Division
  - 712. Infanterie-Division
  - 59. Infanterie-Division
  - 64. Infanterie-Division
  - 182. Reserve-Division
- LXVII. Armeekorps
  - 245. Infanterie-Division
  - 226. Infanterie-Division
  - 17. Feld-Division (L)

16 septembre 1944
- À la disposition de la 15. Armee
  - 226. Infanterie-Division
  - 59. Infanterie-Division
  - 70. Infanterie-Division
  - 245. Infanterie-Division
- LXXXIX. Armeekorps
  - 245. Infanterie-Division
  - 64. Infanterie-Division
- LXXXVI. Armeekorps
  - 59. Infanterie-Division
  - 712. Infanterie-Division
- LXVII. Armeekorps
  - 711. Infanterie-Division
  - Kampfgruppe 346. Infanterie-Division + 17. Feld-Division (L) + 331. Infanterie-Division + 344. Infanterie-Division

28 septembre 1944
- À la disposition de la 15. Armee
  - 226. Infanterie-Division
  - 331. Infanterie-Division
- LXXXIX. Armeekorps
  - 64. Infanterie-Division
  - 70. Infanterie-Division
- LXVII. Armeekorps
  - Kampfgruppe 346. Infanterie-Division + 344. Infanterie-Division
  - 719. Infanterie-Division
  - 711. Infanterie-Division
- LXXXVIII. Armeekorps
  - 245. Infanterie-Division
  - 59. Infanterie-Division
  - Kampfgruppe 85. Infanterie-Division
  - Kampfgruppe 712. Infanterie-Division

13 octobre 1944
- LXVII. Armeekorps
  - 65. Infanterie-Division
  - 70. Infanterie-Division
  - 85. Infanterie-Division
  - Kampfgruppe 346. Infanterie-Division
  - 711. Infanterie-Division
  - 719. Infanterie-Division
- LXXXVIII. Armeekorps
  - 245. Infanterie-Division
  - 59. Infanterie-Division
- LXXXIX. Armeekorps
  - Kampfgruppe 712. Infanterie-Division
  - Stab 344. Infanterie-Division

5 novembre 1944
- À la disposition de la 15. Armee
  - Kampfgruppe 226. Infanterie-Division
  - Stab 331. Infanterie-Division
  - 70. Infanterie-Division
- LXVII. Armeekorps
  - Kampfgruppe 85. Infanterie-Division
  - Kampfgruppe 346. Infanterie-Division
  - 245. Infanterie-Division
  - 719. Infanterie-Division
  - 711. Infanterie-Division
- LXXXVIII. Armeekorps
  - 256. Volks-Grenadier-Division
  - 712. Infanterie-Division
  - 59. Infanterie-Division
  - 1 Regiment 10. SS-Panzer-Division “Frundsberg”

26 novembre 1944
- À la disposition de la 15. Armee
  - 719. Infanterie-Division
  - 59. Infanterie-Division
- XXX. Armeekorps z.b.V.
  - Kampfgruppe 346. Infanterie-Division
- LXXXVIII. Armeekorps
  - 711. Infanterie-Division
  - 712. Infanterie-Division
  - 6. Fallschirmjäger-Division

31 décembre 1944
- À la disposition de la 15. Armee
  - 10. SS-Panzer-Division “Frundsberg”
- XII. SS-Armeekorps
  - 176. Infanterie-Division
  - 183. Volks-Grenadier-Division
  - 59. Infanterie-Division
- LXXXI. Armeekorps
  - 363. Volks-Grenadier-Division
  - 47. Volks-Grenadier-Division
  - 353. Infanterie-Division
- LXXIV. Armeekorps
  - 85. Infanterie-Division
  - 272. Volks-Grenadier-Division
  - 326. Volks-Grenadier-Division
- LXVII. Armeekorps
  - 277. Volks-Grenadier-Division
  - 246. Volks-Grenadier-Division
  - 89. Infanterie-Division
  - 3. Fallschirmjäger-Division

21 janvier 1945
- À la disposition de la 15. Armee
  - 27. SS-Freiwilligen-Grenadier-Division “Langemark”
  - 28. SS-Freiwilligen-Grenadier-Division “Wallonien”
  - 12. Volks-Grenadier-Division
- XII. SS-Armeekorps
  - 176. Infanterie-Division
  - 183. Volks-Grenadier-Division
  - 59. Infanterie-Division
- LXXXI. Armeekorps
  - 363. Volks-Grenadier-Division
  - 353. Infanterie-Division
  - 85. Infanterie-Division
- LXXIV. Armeekorps
  - 272. Infanterie-Division
  - 62. Volks-Grenadier-Division

1er mars 1945
- XII. SS-Armeekorps
  - 176. Infanterie-Division
  - 183. Volks-Grenadier-Division
  - 338. Infanterie-Division
  - Panzer-Lehr-Division
- LXXXI. Armeekorps
  - 11. Panzer-Division
  - 59. Infanterie-Division
  - 363. Volks-Grenadier-Division
  - 9. Panzer-Division
  - Division Nr. 476
- LVIII. Panzerkorps
  - 3. Panzer-Grenadier-Division
  - 12. Volks-Grenadier-Division
  - 353. Infanterie-Division

12 avril 1945
- LXXIV. Armeekorps
  - 272. Volks-Grenadier-Division
  - 3. Panzer-Grenadier-Division
  - Gruppe Meissner
  - Panzer-Lehr-Division
  - 338. Infanterie-Division
  - 176. Infanterie-Division
- LXXXI. Armeekorps
  - Panzer-Brigade 106
  - Gruppe Würtz
  - Kamfgruppe Scherzer

### Source
- (en) Cet article est partiellement ou en totalité issu de l’article de Wikipédia en anglais intitulé « 15th Army (Wehrmacht) » (voir la liste des auteurs).